# Маккендлесс (Пенсільванія)
Маккендлесс (англ. McCandless) — селище (англ. village) в США, в окрузі Аллегені штату Пенсільванія. Населення — 29 698 осіб (2020).

## Демографія
Згідно з переписом 2010 року, у селищі мешкало 28 457 осіб у 11 659 домогосподарствах у складі 7709 родин. Було 12307 помешкань
Расовий склад населення:
| - 91,9 % — білих - 5,0 % — азіатів - 1,7 % — чорних або афроамериканців - 0,1 % — корінних американців |

До двох чи більше рас належало 1,0 %. Частка іспаномовних становила 1,1 % від усіх жителів.
За віковим діапазоном населення розподілялося таким чином: 20,8 % — особи молодші 18 років, 61,5 % — особи у віці 18—64 років, 17,7 % — особи у віці 65 років та старші. Медіана віку мешканця становила 44,0 року. На 100 осіб жіночої статі у селищі припадало 90,2 чоловіків;  на 100 жінок у віці від 18 років та старших — 86,2 чоловіків також старших 18 років.
Середній дохід на одне домашнє господарство  становив 96 800 доларів США (медіана — 77 820), а середній дохід на одну сім'ю — 120 424 долари (медіана — 103 045). Медіана доходів становила 71 657 доларів для чоловіків та 51 000 доларів для жінок. За межею бідності перебувало 6,0 % осіб, у тому числі 4,4 % дітей у віці до 18 років та 9,9 % осіб у віці 65 років та старших.
Цивільне працевлаштоване населення становило 14 882 особи. Основні галузі зайнятості: освіта, охорона здоров'я та соціальна допомога — 25,4 %, науковці, спеціалісти, менеджери — 14,7 %, фінанси, страхування та нерухомість — 11,2 %, роздрібна торгівля — 9,6 %.